# カサドシュ
カサドシュ、カザドシュまたはカサドシュス（フランス語: Casadesus）は、フランス人の著名な芸術家・芸能人一家の姓である。以下のような人物がいる。
- フランシス・カサドシュ (1870-1954)：作曲家・指揮者
- ローズ・カサドシュ (1873-1944)：ピアニスト
- ロベール・カサことロベール＝ギヨーム・カサドシュ (1878-1940)：声楽家・作曲家
- アンリ・カサドシュ (1879-1947)：ヴィオラ奏者
- マルセル・カサドシュ (1882-1914)：チェリストでヴィオール奏者
- セシル・カサドシュ (1884-1962)：ピアニスト
- レジナ・カサドシュ (1886-1961)：ピアニスト・クラヴサン奏者
- マリウス・カサドシュ (1892-1981)：ヴァイオリニスト・作曲家
- ロベール・カサドシュ (1899-1972)：ピアニスト
- ギャビー・カサドシュ (1901-1999)：ピアニスト
- ジゼール・カサドシュ (1914-2017)：女優（息子は指揮者ジャン＝クロード）
- オデット・カサドシュ (1925-1999)：詩人
- ジャン・カサドシュ (1927-1972)：ピアニスト
- マチルド・カサドシュ (1931-1965)：喜劇女優
- ジャン＝クロード・カサドシュ (1935- )：指揮者（息子はオリヴィエ）
- ベアトリス・カサドシュ, (1942- )：美術家（画家・彫刻家）
- グレコ・カサドシュ (1951- )：作曲家（マリウスの息子）
- オリヴィエ・カサドシュ (1970- )：俳優・モデル（指揮者ジャン＝クロードの息子）